# 飛雪
是由可口可樂公司生產的礦物質瓶裝水產品，在香港早於1970年代初出現，當時名為「飛雪礦泉水」，英文為Frizz，現時由太古可口可樂香港生產，其水源以多重過濾以及反滲透系統處理，經除菌消毒後再加入礦物質。

## 外部連結
- 官方网站
- 飛雪的Facebook專頁
- Bonaqua飛雪礦泉水|成分及營養資料:可口可樂香港 （页面存档备份，存于）
- 有關產品批發價格調整 （页面存档备份，存于），2011年11月10號